# Paul Brundin
Paul Sigfrid Brundin, född 6 oktober 1924 i Gudmundrå församling, Västernorrlands län, död 18 februari 1974 i Engelbrekts församling, Stockholms län, var en svensk direktör och politiker.
Han var son till affärsföreståndaren Edvard Brundin och Olga Olsson.
Brundin tog en ingenjörsexamen vid Högre tekniska läroverket i Härnösand 1945. Han arbetade vid Turitz & co i Göteborg 1948–1956 och åter från 1957. Han blev disponent vid företaget 1958 och direktör 1961.
Brundin var ordförande för Ungsvenskarnas förbund 1953–1954, vice förbundsordförande för Högerns ungdomsförbund (HUF) 1955–1959 och förbundsordförande för HUF 1959–1961. Han var ledamot av riksdagens första kammare 1967–1970, invald i Göteborgs stads valkrets, samt ledamot av enkammarriksdagen från 1971.
Han hade i sitt första äktenskap med Babro Tistrand döttrarna Ann Brundin och Lena Brundin. I sitt andra äktenskap från 1964 var han gift med radiojournalisten Gertrud Brundin (1937–1982), som var mor till VD:n i Svenskt Näringsliv Carola Lemne. De fick tillsammans dottern Erika Brundin (född 1965), ställföreträdande generalsekreterare i Svenska kyrkan.
Paul Brundin är begravd på Skogskyrkogården i Stockholm.